# Kristian Ipsen
Pour les articles homonymes, voir IPSEN.
Kristian Ipsen, né le 20 octobre 1992 à Walnut Creek (Californie), est un plongeur américain.

## Carrière
Aux Jeux olympiques d'été de 2012, Kristian Ipsen est médaillé de bronze du tremplin à 3 mètres synchronisé avec Troy Dumais.